# Веллер, Владимир Николаевич
Владимир Николаевич Ве́ллер (1906 — ?) — советский энергетик.

## Биография
Окончил Ивановский энергетический институт.
С 1932 года инженер, научный сотрудник, затем заведующий лабораторией регулирования турбин Всесоюзного теплотехнического института (ВТИ, ВТТНИИ имени Ф. Э. Дзержинского), профессор (1964). В 1980-е годы профессор-консультант лаборатории.
По совместительству преподавал в МВТУ имени Н. Э. Баумана. Доктор технических наук.
Основная сфера научных интересов — надежность систем регулирования турбин и систем смазки подшипников.

## Автор монографий
- Регулирование и защита паровых турбин: монография / В. Н. Веллер. — М.: Энергоатомиздат, 1985. — 103 с.
- Автоматическое регулирование паровых турбин. — М.: «Энергия», 1967. — 416 с. с ил.
- Автоматическое регулирование паровых турбин. — М.: Энергия, 1977. — 408 с.

## Награды и премии
- Сталинская премия третьей степени (1948) — за разработку гидродинамической системы регулирования паровых турбин
- Заслуженный деятель науки и техники РСФСР (1972)
- Орден Трудового Красного Знамени (1946)
- Орден Ленина
- Орден «Знак Почёта»
- медали